# Elba (Nova York)
Elba és una població dels Estats Units a l'estat de Nova York. Segons el cens del 2000 tenia 696 habitants.

## Demografia
Segons el cens del 2000, Elba tenia 696 habitants, 245 habitatges, i 190 famílies. La densitat de població era de 263,5 habitants/km².
Dels 245 habitatges en un 38,8% hi vivien nens de menys de 18 anys, en un 63,7% hi vivien parelles casades, en un 9,8% dones solteres, i en un 22,4% no eren unitats familiars. En el 20,4% dels habitatges hi vivien persones soles l'11,4% de les quals corresponia a persones de 65 anys o més que vivien soles. El nombre mitjà de persones vivint en cada habitatge era de 2,84 i el nombre mitjà de persones que vivien en cada família era de 3,28.
Per edats la població es repartia de la següent manera: un 28,3% tenia menys de 18 anys, un 9,6% entre 18 i 24, un 28,9% entre 25 i 44, un 20,5% de 45 a 60 i un 12,6% 65 anys o més.
L'edat mediana era de 37 anys. Per cada 100 dones de 18 o més anys hi havia 89 homes.
La renda mediana per habitatge era de 47.614 $ i la renda mediana per família de 51.042 $. Els homes tenien una renda mediana de 40.156 $ mentre que les dones 30.192 $. La renda per capita de la població era de 18.246 $. Entorn del 5,6% de les famílies i el 5,7% de la població estaven per davall del llindar de pobresa.